# Proha
Proha (lat. Eleusine), biljni rod jednogodišnjeg bilja iz porodice trava raširen po Africi i tropskoj i srednjoj Aziji, Kavkazu i od Arapskog poluotoka do Pakistana. U Južnoj Americi postoji jedna vrsta. 
Tri vrste ovih trava uvezene su i poo drugim zemljama i kontinentima, među njima i u Hrvatsku, to su gusta proha ili korakan, te indijska i trajna proha.

## Vrste
1. Eleusine africana Kenn.-O'Byrne
2. Eleusine coracana (L.) Gaertn., gusta proha
3. Eleusine floccifolia (Forssk.) Spreng.
4. Eleusine indica (L.) Gaertn., indijska proha
5. Eleusine intermedia (Chiov.) S.M.Phillips
6. Eleusine jaegeri Pilg.
7. Eleusine kigeziensis S.M.Phillips
8. Eleusine multiflora Hochst. ex A.Rich.
9. Eleusine semisterilis S.M.Phillips
10. Eleusine tristachya (Lam.) Lam., trajna proha